# Nima Spigolon
Nima Imaculada Spigolon (Rio Verde, 1971), mais conhecida como Nima Spigolon, é uma pedagoga e professora. É doutora em Educação pela Universidade Estadual de Campinas (UNICAMP). Atualmente é professora da Faculdade de Educação (FE), da UNICAMP. Em 2024 foi agraciada com o Prêmio Jabuti Acadêmico na categoria de Educação e Ensino, durante sua primeira edição, com o livro Elza Freire e Paulo Freire: noites de exílio, dias de utopia.

## Biografia
Nima Spigolon nasceu em Rio Verde, Goiás, em 1971. Mas cresceu em Ituiutaba, na região do Triângulo Mineiro, Minas Gerais. Antes de se graduar em Pedagogia pela Universidade Salgado de Oliveira (UNIVERSO), cursou Administração e Contabilidade a revelia.
Na primeira edição do Prêmio Jabuti Acadêmico, em 2024, Spigolon, foi premiada na categoria de Educação e Ensino, com a obra Elza Freire e Paulo Freire: noites de exílio, dias de utopia, que versa sobre a influência de Elza Freire para o pensamento de Paulo Freire, com quem era casada. O livro é resultado de um longo histórico de pesquisas desde 2006, quando se tornou mestranda em Educação também pela UNICAMP.

## Prêmio
- 2024 - Prêmio Jabuti Acadêmico, na categoria de Educação e Ensino[3]Referências

1. ↑  «Premiados do Ano Acadêmico | Prêmio Jabuti». www.premiojabuti.com.br. Consultado em 5 de abril de 2025
2. 1 2  «No Trama Literária, Nima Spigolon faz lançamento on-line do De(s)Morte(s) – Editora Pangeia». Consultado em 5 de abril de 2025
3. 1 2  «Livro da Unicamp que revela influência da esposa na obra de Paulo Freire vence 1º Jabuti Acadêmico». G1. 8 de agosto de 2024. Consultado em 5 de abril de 2025